# Grube Heidkamp III
Die Grube Heidkamp III  ist eine ehemalige Eisen-Grube des Bensberger Erzreviers in Bergisch Gladbach. Das Gelände gehört zum Stadtteil Gronau. Aufgrund eines Mutungsgesuchs vom 15. März 1864 erfolgte die Verleihung des Grubenfeldes am 27. September 1865 mit dem Namen Heidkamp III auf Eisenstein. Es überdeckte die Braunkohlegrubenfelder Cedernwald, Urbanus und Ludwigshoffnung. Der Fundpunkt befand sich zwischen dem Bahndamm und den Häusern Brunhildenpfad. Heute gibt es keine Relikte mehr, weil dort Gärten entstanden sind. Über die Betriebstätigkeiten ist nichts bekannt.